# ProjeKcts
Les ProjeKcts sont des groupes liés à King Crimson. Robert Fripp les qualifie de fractalisations de King Crimson : plutôt que de dissoudre une nouvelle fois le groupe, Fripp le décompose en « sous-groupes » aux formations variées, mais où lui-même est toujours présent. Chaque sous-groupe se produit en concert sans apparaître sous le nom de King Crimson et enregistre. À l'exception de quelques reprises de titres du répertoire de King Crimson (par exemple 21st Century Schizoid Man, dans Live Groove), les morceaux sont des improvisations.
Les quatre premiers ProjeKcts ont existé entre 1997 et 1999. Le ProjeKct Six est apparu en 2006, sans qu'un ProjeKct Five ait existé auparavant. Le ProjeKct X est un cas particulier, ce nom ayant été pris par la formation classique de King Crimson pour sortir un unique album, Heaven and Earth, en marge de sa production normale. Un autre ProjeKct comprenant Robert Fripp, Jakko Jakszyk et Mel Collins a sorti l'album studio A Scarcity of Miracles en 2011.

## Biographie

### FraKctalisation (1997–1999)

#### ProjeKct One (1997)
ProjeKct One commence comme suggestion de Bruford à Robert Fripp pour un concert improvisé ensemble. Fripp suggère de recruter Gunn, et Bruford, lui, suggère Tony Levin — quatre des six membres de King Crimson sont désormais impliqués. Fripp développe ensuite le nom de fraKctals : de multiples et différents projets séparés pour King Crimson.
ProjeKct One jouent à quatre reprises au Jazz Cafe entre le 1er et le 4 décembre 1997. Les quatre concerts sont publiés sur DGMLive.

#### ProjeKct Two (1997–1998)
Alors que ProjeKct One devient l'un des sous-groupes planifiés, ProjeKct Two s'était déjà formé et avait déjà enregistré. Il comprend Fripp, Gunn et Adrian Belew à la batterie plutôt qu'à la guitare (ce qu'il joue habituellement au sein de King Crimson). Cette configuration n'était pas prévue, mais ils utiliseront le home studio de Belew pour enregistrer. Le groupe apprécie suffisamment les résultats pour garder cette configuration jusqu'à la fin du projet.
Ils publient un album, Space Groove, en 1998. Ils jouent aussi 25 concerts entre février et juillet 1998. Le 2 mai 2011, 26 de ces concerts sont publiés sur DGMLive.

#### ProjeKct Three (1999, 2003)
ProjeKct Three (P3) joue quelques concerts entre le 21 et le 25 mars 1999, au Texas. En mai 2014, les cinq concerts sont publiés sur DGMLive.
Le 3 mars 2003, P3 joue à la place de King Crimson au Birchmere de Washington, DC, Adrian Belew étant malade cette nuit. Après une performance impromptue, les trois membres communiquent avec le public dans une session de questions-réponses. Il s'agit du seul concert complet des P3 en mars 1999. La performance est enregistrée sur CD (ProjeKct Three – Live in Alexandria, VA, 2003), cependant, la session Q&A du CD est incomplète. La Q&A incomplète est disponible en téléchargement sur DGMLive.

#### ProjeKct Four (1998)
ProjeKct Four joue une tournée américaine de sept dates entre le 23 octobre et le 2 novembre 1998. Ces concerts comprennent des morceaux enregistrés durant les précédents projets ProjeKcts. Les sept concerts sont publiés en intégralité sur DGMLive.

### ProjeKct X (2000)
ProjeKct X n'est pas un groupe à proprement parler, mais plutôt un surnom de la formation Fripp/Belew/Mastelotto/Gunn King Crimson qui a produit un CD basé sur les sessions  the construKction of light et des remixes du groupe, en particulier Mastelotto and Gunn. L'album qui en résulte, Heaven and Earth, est publié en 2000 avec the construKction of light. Le groupe de 2000-2003 joue aussi quelques concerts improvisés utilisant le nom de ProjeKct X pour les différencier de King Crimson.

### ProjeKct Six (2006)
Les ProjeKcts se retrouvent en léthargie jusqu'en 2006, période durant laquelle Fripp à la guitare et Belew à la batterie jouent sous le nom de ProjeKct Six.Il n'y a jamais eu de ProjeKct Five, mais en 2006, Fripp révèle des plans pour un ProjeKct Five distinct de la formation actuelle de King Crimson (Fripp, Belew, Levin, Mastelotto).
Porcupine Tree invitera ProjeKct Six à jouer en concert

### A King Crimson ProjeKct (2010–2011)
Un projet est formé par Jakko Jakszyk avec ses collègues de Crimson, Fripp et Mel Collins (qui revient après 40 ans) sous le nom de A King Crimson ProjeKct, et est considéré par Fripp comme le « ProjeKct 7 ». L'album A Scarcity of Miracles fait participer cette formation ainsi que Tony Levin et Gavin Harrison.

### The Crimson ProjeKCt (2011–2014)
En août 2011, Levin, Mastelotto et Belew organisent le « 3 of a Perfect Pair Camp », un séminaire musical qui comprend le répertoire de King Crimson, joué par le trio.
En 2014, le groupe tourne en Australie.

## Membres
|                                 | Robert Fripp              | Bill Bruford | Trey Gunn    | Tony Levin   | Adrian Belew     | Pat Mastelotto | Mel Collins       | Jakko Jakszyk              | Gavin Harrison        |
| ------------------------------- | ------------------------- | ------------ | ------------ | ------------ | ---------------- | -------------- | ----------------- | -------------------------- | --------------------- |
| ProjeKct One (1997)             | guitare                   | batterie     | guitare Warr | basse, stick |                  |                |                   |                            |                       |
| ProjeKct Two (1997-1998)        | guitare                   |              | guitare Warr |              | V-drums          |                |                   |                            |                       |
| ProjeKct Three (1999, 2003)     | guitare                   |              | guitare Warr |              |                  | batterie       |                   |                            |                       |
| ProjeKct Four (1998)            | guitare                   |              | guitare Warr | basse, stick |                  | batterie       |                   |                            |                       |
| ProjeKct X (2000)               | guitare                   |              | guitare Warr |              | guitare, V-drums | percussions    |                   |                            |                       |
| ProjeKct Six (2006)             | guitare                   |              |              |              | V-drums          |                |                   |                            |                       |
| Jakszyk, Fripp & Collins (2011) | guitare, paysages sonores |              |              | basse, stick |                  |                | saxophones, flûte | guitare, guzheng, claviers | batterie, percussions |

## Discographie

### ProjeKct One
- Live at the Jazz Café (1999, enregistré en 1997) - dans le coffret The ProjeKcts
- Jazz Café Suite (2003, enregistré en 1997)
- London, Jazz Café, England - December 4, 1997 (2005, enregistré en 1997)

### ProjeKct Two
- Space Groove (1998, enregistré en 1997)
- Live Groove (1999, enregistré en 1998) - dans le coffret The ProjeKcts
- Live in Northampton, MA (2001, enregistré en 1998)
- I.C. Light Music Tent (2005, enregistré en 1998)
- Live in Somerville, MA (2007, enregistré en 1998)

### ProjeKct Three
- Masque (1999, enregistré en 1999) - dans le coffret The ProjeKcts
- Live in Austin, TX (2004, enregistré en 1999)
- Live in Alexandria, VA (2007, enregistré en 2003)

### ProjeKct Four
- West Coast Live (1999, enregistré en 1998) - dans le coffret The ProjeKcts
- Live in San Francisco (1999, enregistré en 1998)

### ProjeKct Six
- East Coast Live (2006)

### ProjeKct X
- Heaven & Earth (2000)

### Jakszyk, Fripp and Collins
- A Scarcity of Miracles (2011)